# Maximilian Grewe
Maximilian Robin Grewe (* 2. April 1986) ist ein ehemaliger deutscher Footballspieler.

## Laufbahn
Grewe war Mitglied der Football-Jugendauswahl Schleswig-Holsteins. Er verbrachte als Jugendlicher ein Jahr im US-Bundesstaat Delaware. 2004 erhielt er die Berufung in Deutschland Juniorennationalmannschaft, mit der er Vizeeuropameister wurde. Im Herrenbereich gehörte er 2005 und 2006 den Hamburg Blue Devils an, 2005 wurde er mit der Mannschaft deutscher Vizemeister.
Ab 2007 stand der in der Defensive Line eingesetzte, zwei Meter große Grewe im Aufgebot der Kiel Baltic Hurricanes, mit denen er 2008 ins Endspiel um die deutsche Meisterschaft kam, dort aber unterlag. Er spielte zunächst bis zum Ende der Saison 2008 in Kiel, 2009 dann bei den Mönchengladbach Mavericks in der Regionalliga, ehe er nach Kiel zurückkehrte. 2010 errang er mit der Mannschaft den deutschen Meistertitel. Er stand bei den Kielern bis 2012 sowie später noch einmal in der Saison 2015 auf dem Feld. 2011 und 2012 wurde er mit den Ostseestädtern wiederum deutscher Vizemeister. 2013 spielte er zwischenzeitlich wieder für die Hamburg Blue Devils.

### Nationalmannschaft
2010 wurde Grewe mit der deutschen Nationalmannschaft Europameister. Er nahm 2011 an der Weltmeisterschaft teil und erreichte mit der deutschen Mannschaften den fünften Platz.